# The Speed of Pain
«The Speed of Pain» es una canción escrita por el músico estadounidense Marilyn Manson y publicada en su álbum Mechanical Animals en 1998. Cuenta con la participación del músico Billy Corgan en los coros. Aunque la canción no fue promocionada como sencillo, en junio de 2018, Manson la aludiría al describirla como su canción favorita y la mejor que él había escrito.

## Composición y estructura
El tema fue escrito entre 1997 y 1998 en Hollywood, California. Aunque en la composición musical, Manson fue apoyado por miembros de su propia banda como Twiggy Ramirez y Madonna Wayne Gacy, la letra es autoría únicamente de él. El propio Manson la describió como la mejor que había escrito y declaró a la BBC:

'"Era un poema que escribí. Iba en un avión, leyendo la revista 'Time' sobre la cantidad de tiempo que le toma a tu cerebro reconocer el dolor de tu cuerpo... Por alguna razón tengo una obsesión que no puedo explicar... sobre las flores, el Día de San Valentín. Posiblemente no tuve mucho de eso cuando joven. Realmente no estoy muy seguro de qué va esa obsesión."

El tema fue publicado en el álbum Mechanical Animals y contó con la participación de los músicos invitados Michael Beinhorn en el sintetizador, y Billy Corgan en los coros. La estructura de coros es similar a la utilizada en «I Don't Like the Drugs (But the Drugs Like Me)», canción del mismo álbum. Mechanical Animals recibió en general críticas positivas.

## Personal
| - Brian Warner "Marilyn Manson" – Voz principal - Twiggy Ramirez - Bajo, Guitarra acústica y plomo - Madonna Wayne Gacy - Teclados y sintetizadores - Zim Zum - Guitarra rítmica y solos de guitarra - Ginger Fish - Batería - Rose McGowan – Coros | - Billy Corgan - Coros - Michael Beinhorn – Sintetizador - Alexandra Brown - Coros - Lynn Davis - Coros - John West - Coros - Nikki Harris - Coros |